# Kleité
Kleité (latinsky Cleite) je v řecké mytologii dcera věštce Meropa.
Její sestrou byla Arisbé, první žena trojského krále Priama. Manželem Kleité se stal král Kyzikos, vládce na ostrově v Marmarském moři.
Svatební hostina Kleité a krále Kyzika se konala právě v době, kdy tudy proplouvala loď Argó s posádkou Argonautů, kteří byli na dlouhé nebezpečné cestě do Kolchidy pro zlaté rouno.
Národ Dolionů, kterému vládl Kyzikos, byl sužován divokými trojrukými obry. Ti zaútočili na loď Argonautů, vrhali na ni kameny. Héraklés a později i ostatní se jim postavili a pobili je luky a šípy. Dolionové jim přinášeli dary a zvali je k pohoštění.
Když skončilo hodování, Argonauté odpluli, ale silná bouře a vítr je zahnaly zpět na stejný břeh. Stalo se, že noční tma jim zabránila poznat, kdo proti nim stojí a tak Argonauti pobili mnoho Dolionů, mezi nimi i jejich krále Kyzika, jehož usmrtil šíp Iásonův. Za denního světla všichni zděšeně zjišťovali škody a společně truchlili dalších několik dnů, kdy loď
nemohla pro nepřízeň počasí odplout.
Uvádí se, že Kleité nad smrtí krále Kyzika žalem zešílela a oběsila se.